# Juan Carlos Orihuela
Juan Carlos Orihuela (La Paz, 1952) es un poeta, ensayista, articulista y ex docente universitario boliviano.

## Biografía
Nació en la Paz, Bolivia, en 1952. Se tituló en licenciatura en Literatura de la Universidad Mayor de San Andrés, el año 1978. En 1982 obtiene su maestría; el año 1988, logra obtener su doctorado; ambos en la Universidad de Davis, en California, EEUU. Fue docente y director de la carrera de Literatura, de la Universidad Mayor de San Andrés, durante muchos años. En la actualidad está jubilado, pero dicta cátedra en la maestría de la misma carrera. 
Juan Carlos Orihuela desde joven fue muy afecto a la lectura de poesía, y gracias a esa afición, se llega a convertir en un gran admirador del poeta español Miguel Hernández, ya que, junto con otros compañeros de colegio, transitaban por las calles del barrio paceño de Sopocachi, gritando a voz en cuello, sus versos. 

## Obra, estilo y poética
El lenguaje es el refugio en el que Juan Carlos Orihuela transita su escritura. Su propuesta poética transmite una crisis del lenguaje, que nos traslada a lugares desconocidos. Su poesía esta llena de fuerza, destacando al hombre. Su voz poética analiza, muchas veces, las vivencias cotidianas del ser humano. Los temas que analiza, son muy variables, y no se centran en un solo estilo. 
Como poeta boliviano trata de desmarcarse de la influencia de Jaime Sáenz, un logró que cumple; cosa que otros poetas, de la misma nacionalidad, no lo hacen. Es decir, se podría calificar su trabajo literario como algo solitario, en el ámbito de Bolivia. 
En sus inicios el mismo menciona como referencias a su trabajo, a poetas como Vallejo y Hernández. Y es que, por lo general, todos los artistas en su primera etapa, suelen tener alguna influencia. 

## Premios
En 1981 obtuvo el Primer Premio en el Concurso “Franz Tamayo” con su poemario De amor, piedras y destierro, publicado en 1983. Además de que representó a Bolivia, en un sinfín de eventos literarios. 

## Obra
Poesía: De amor, piedras y destierro (Primer Premio ‘Franz Tamayo’ 1981, ed. 1983); Llalva / Los gemelos (1995); Febreros (1996); Esa herencia (1999); Cuerpos del cuerpo (2000); Oficio del tiempo (2005); Poemario de sensaciones (2010); Las horas del mundo (Antología personal) (2010); Fragmentos nómadas (2014) ; Padre Nuestro (2017); Obra poética I y II (2018).
Ensayos: Suburbios del desvelo (obra ensayística, 2022).